# Tetraclorur de carboni
El tetraclorur de carboni, o tetraclorometà, és un compost binari de carboni i clor, amb fórmula química {\displaystyle {\ce {CCl4}}}. És un líquid d'olor semblant a la del cloroform, amb punt d'ebullició 76,7 °C, punt de fusió 22,9 °C, i densitat 1,6 g/ml. És volàtil i molt estable. La inhalació dels seus vapors pot deprimir l'activitat del sistema nerviós central i causar degeneració del fetge i els ronyons. Es preveu raonablement que sigui un carcinogen humà. Actualment està prohibida la seva producció i ús industrial.

## Història
El {\displaystyle {\ce {CCl4}}} probablement fou produït per primera vegada el 1821 per part del químic anglès Michael Faraday (1791-1867) quan descompongué hexacloroetà sobre sílice escalfat al vermell. Com que el producte majoritari d'aquesta reacció és el tetracloroetilè, Faraday no reconegué el {\displaystyle {\ce {CCl4}}}, però indicà que un compost que anomenà carbon sesquichloride començava a bullir a 77 °C. Posteriorment, el 1839, el químic francès Henri Victor Regnault (1810-1878) exposà una mescla de clor, {\displaystyle {\ce {Cl2}}}, i cloroform, {\displaystyle {\ce {CHCl3}}}, a la llum solar i identificà el {\displaystyle {\ce {CCl4}}} indicant que era el compost de Faraday amb punt d'ebullició 78 °C.
La seva producció anà en augment a mesura que se'n descobriren aplicacions fins que el 1987 el Protocol de Mont-real acordà la reducció de la seva producció degut als seus efectes de destrucció de la capa d'ozó. El 1992 l'Esmena de Copenhaguen del mateix protocol acordà la finalització de la seva producció industrial el 2004.

## Propietats
El {\displaystyle {\ce {CCl4}}} és un líquid incolor a temperatura ambient, amb una olor semblant a la de l'èter etílic, una densitat d'1,587 g/cm³, major que la de l'aigua. No és combustible. És miscible en etanol, benzè, cloroform, acetona, èter etílic, disulfur de carboni, èter de petroli i olis. Poc soluble en aigua (només 0,793 g/l a 25 °C). Pressió de vapor de 91 mm de Hg a 20 °C.
La seva geometria és simètrica. El {\displaystyle {\ce {C}}} presenta hibridació {\displaystyle {\ce {sp^3}}} amb quatre enllaços covalents als {\displaystyle {\ce {Cl}}} orientats segons els vèrtex d'un tetraedre i separats 109,5°. Això dona lloc a que sigui una molècula apolar.

## Preparació
El tetraclorur de carboni es prepara industrialment mitjançant la reacció del diclor, {\displaystyle {\ce {Cl2}}} amb el disulfur de carboni, {\displaystyle {\ce {CS2}}}, en presència de diiode, {\displaystyle {\ce {I2}}}, que actua com a catalitzador:
{\displaystyle {\ce {CS2 + 3 Cl2 -> CCl4 + S2Cl2}}}
També pot preparar-se amb el mètode seguit per Regnault, per reacció fotoquímica del metà, {\displaystyle {\ce {CH4}}}, amb diclor:
{\displaystyle {\ce {CH4 + 4 Cl2 -> CCl4 + 4 HCl}}}

## Reactivitat química
Degut a la seva estructura tetraèdrica i a la seva elevada simetria la molècula de tetraclorur de carboni és apolar i poc reactiva a temperatura ambient. A 250 ℃ en presència de metalls, com ara el ferro o l'alumini, que actuen de catalitzadors, pot reaccionar amb l'aigua i donar diòxid de carboni, {\displaystyle {\ce {CO2}}}, i clorur d'hidrogen, {\displaystyle {\ce {HCl}}}:.
{\displaystyle {\ce {CCl4 + 2 H2O -> CO2 + 4 HCl}}}
Si el vapor és sobreescalfat, fins i tot sense la presència de catalitzadors, també es pot descompondre i donar fosgen, {\displaystyle {\ce {COCl2}}}, un compost altament tòxic emprat en la guerra química durant la I Guerra Mundial:
{\displaystyle {\ce {CCl4 + H2O -> COCl2 + 2 HCl}}}
El tetraclorur de carboni pot reaccionar mitjançant escalfament amb sals d'halògens, generant altres tipus de tetrahalurs. Per exemple, la seva reacció amb el fluorur d'argent, {\displaystyle {\ce {AgF}}}, dona tetrafluorur de carboni, {\displaystyle {\ce {CF4}}}; amb bromur d'alumini, {\displaystyle {\ce {AlBr3}}}, i iodur de calci, {\displaystyle {\ce {CaI2}}}, produeix tetrabromur de carboni, {\displaystyle {\ce {CBr4}}} i tetraiodur de carboni, {\displaystyle {\ce {CI4}}}, respectivament:
{\displaystyle {\ce {3 CCl4 + 4 AlBr3 -> 3 CBr4 + 4 AlCl3}}}
En presència de traces de clorur d'hidrogen, {\displaystyle {\ce {HCl}}}, el {\displaystyle {\ce {CCl4}}} reacciona amb el perclorat d'argent, {\displaystyle {\ce {AgClO4}}}, generant compostos explosius com el {\displaystyle {\ce {Cl3CClO4}}}:
{\displaystyle {\ce {CCl4 + AgClO4 -> Cl3CClO4 + AgCl}}}
Emprant pentaclorur d'antimoni, {\displaystyle {\ce {SbCl5}}}, de catalitzador es pot fer reaccionar amb el fluorur d'hidrogen, {\displaystyle {\ce {HF}}}, i donar clorofluorocarbonis, com els triclorofluorometà o CFC-11, {\displaystyle {\ce {CCl3F}}}, i del diclorodifluorometà o CFC-12, {\displaystyle {\ce {CCl2F2}}}. Aquestes reaccions tingueren gran importància industrial durant el segle XX perquè aquests composts foren àmpliament emprats com a líquids refrigerants:
{\displaystyle {\ce {CCl4 + HF -> CCl3F + HCl}}}{\displaystyle {\ce {CCl4 + 2 HF -> CCl2F2 + HCl}}}
També a altes temperatures, al voltant dels 200 °C, reacciona amb sofre per donar disulfur de carboni, {\displaystyle {\ce {CS2}}}:
{\displaystyle {\ce {CCl4 + 6 S -> CS2 + 2 S2Cl2}}}
Reacciona amb el benzè, {\displaystyle {\ce {C6H6}}}, emprant com a catalitzador clorur d'alumini anhidre, {\displaystyle {\ce {AlCl3}}} i produeix trifenilmetà, {\displaystyle {\ce {(C6H5)3CH}}}.
Si s'escalfa a 330 ℃ amb ferro o una sal seva com a catalitzadors, reacciona amb el dioxigen i dona fosgen i diclor:
{\displaystyle {\ce {2CCl4 + O2 -> 2 COCl2 + 2 Cl2}}}Corroeix ràpidament l'alumini quan hi entra en contacte bullint donant clorur d'alumini, {\displaystyle {\ce {AlCl3}}}, i hexacloroetà, {\displaystyle {\ce {C2Cl6}}}:
{\displaystyle {\ce {2 CCl4 + 6 Al -> 2 AlCl3 + 3 C2Cl6}}}

## Usos

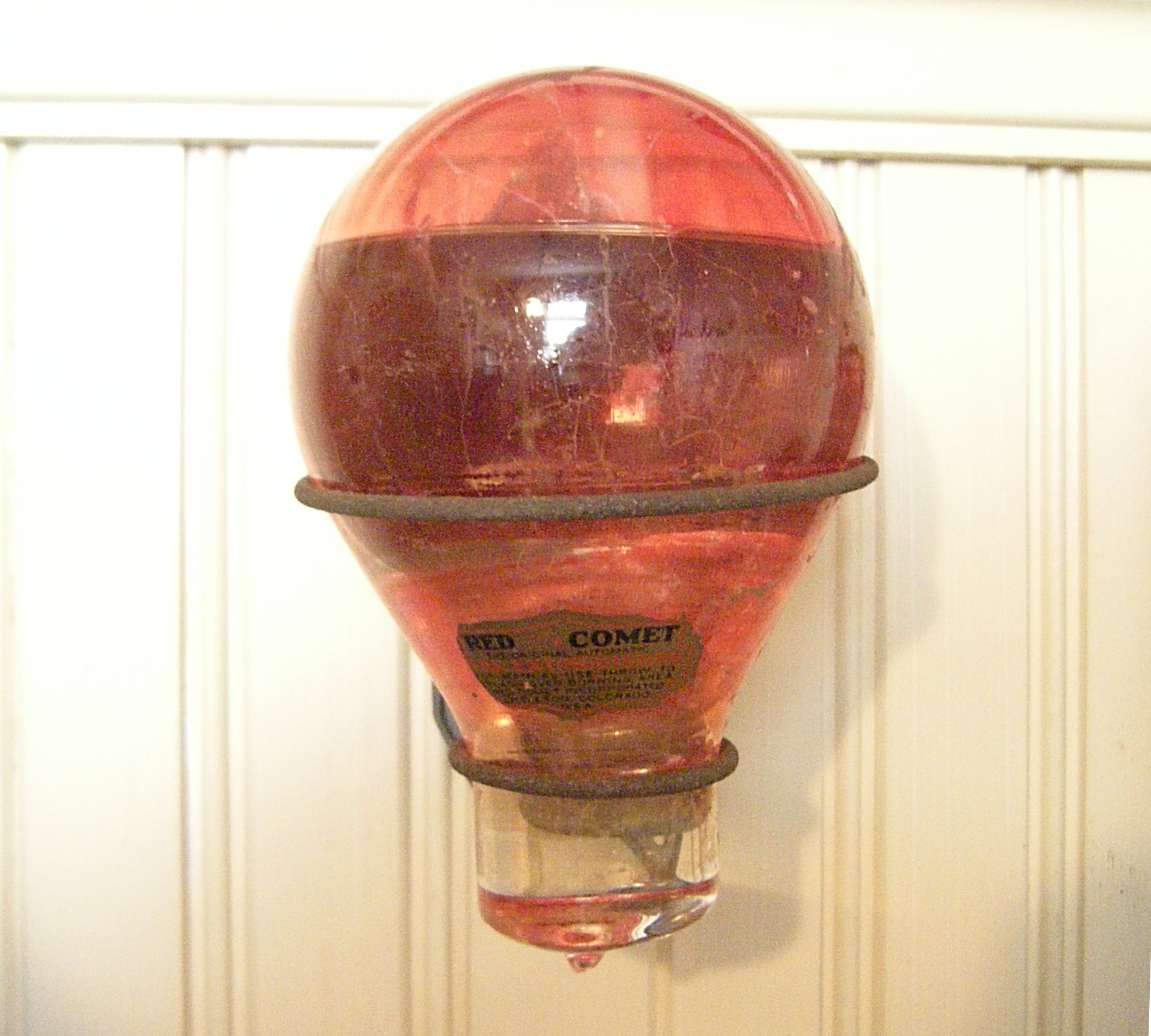
Granada extintora d'incendis plena de tetraclorur de carboni (mitjans segle XX)

L'ús històric més important del tetraclorur de carboni, conegut com a CFC-10, fou com a reactiu en la síntesi de clorofluorocarbonis, en concret del triclorofluorometà o CFC-11 i del diclorodifluorometà o CFC-12, emprats com a refrigerants. El 1981 s'hi destinava a aquest ús el 81 % del total produït i el 1997 el 95 %.
Durant la I Guerra Mundial s'inicia l'ús de tetraclorur de carboni com a fumigant de gra emmagatzemat, i s'incrementà en la II Guerra Mundial, mesclat amb d'altres substàncies. El 1984 el 98 % dels fumigants de gra l'empraven com a component majoritari (entre el 60 i el 81 %). Es va prohibir en la dècada del 1970.

Fou el primer compost clorat en emprar-se com a netejador en sec. El 1948 el 33 % de la producció de {\displaystyle {\ce {CCl4}}} als Estats Units es dedicava a aquest ús. També fou emprat com a netejador de metalls, ja que dissol molt bé els greixos. Però es descobrí que reaccionava amb els metalls donant composts tòxics, com ara el fosgen, i es prohibí el seu ús en la dècada del 1970.

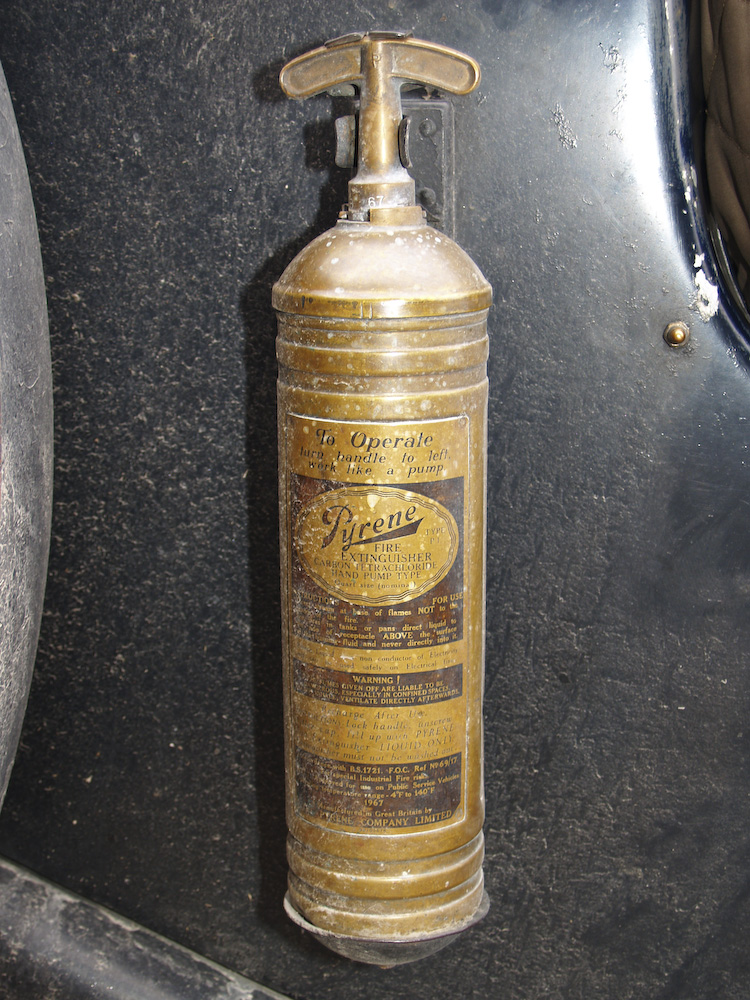
Un extintor de foc antic de la marca Pyrene.

El 1910, The Pyrene Manufacturing Company de Delaware patentà un aparell extintor de foc a base de tetraclorur de carboni. El líquid s'evapora i extingeix les flames inhibint la reacció química en cadena del procés de combustió. Amb el temps es descobriren els problemes sanitaris de l'ús del tetraclorur de carboni i es va substituir en part pel tetracloroetilè. El fet que amb altes temperatures es produís fosgen va fer que fos perillós usar-lo com extintor.
Com a solvent s'havia utilitzat en la recerca química sintètica i se segueix utilitzant en espectroscòpia infraroja i altres tipus d'espectroscòpia. Per la determinació de l'oli ha estat substituït per altres dissolvents.

## Toxicologia
La susceptibilitat de persones a la toxicitat del {\displaystyle {\ce {CCl4}}} varia molt. Després de la inhalació de concentracions altes del seu vapor, poden quedar en coma, presentar convulsions i altres símptomes d'emmetzinament aguts, juntament amb edema pulmonar i paràlisi respiratòria. La inhalació d'una quantitat lleugerament més alta que la dosi màxima pot donar lloc efectes a confusió, retard mental, nàusees, vòmits, diarrea i dolor abdominal. De 2 a 4 dies després d'enverinar-se, les persones presenten signes de danys al fetge i als ronyons. L'emmetzinament crònic és manifestat amb síndrome de neurastènia i trastorns gastrointestinal. També pot aparèixer hepatomegàlia i funció de fetge anormal.

## Efectes mediambientals

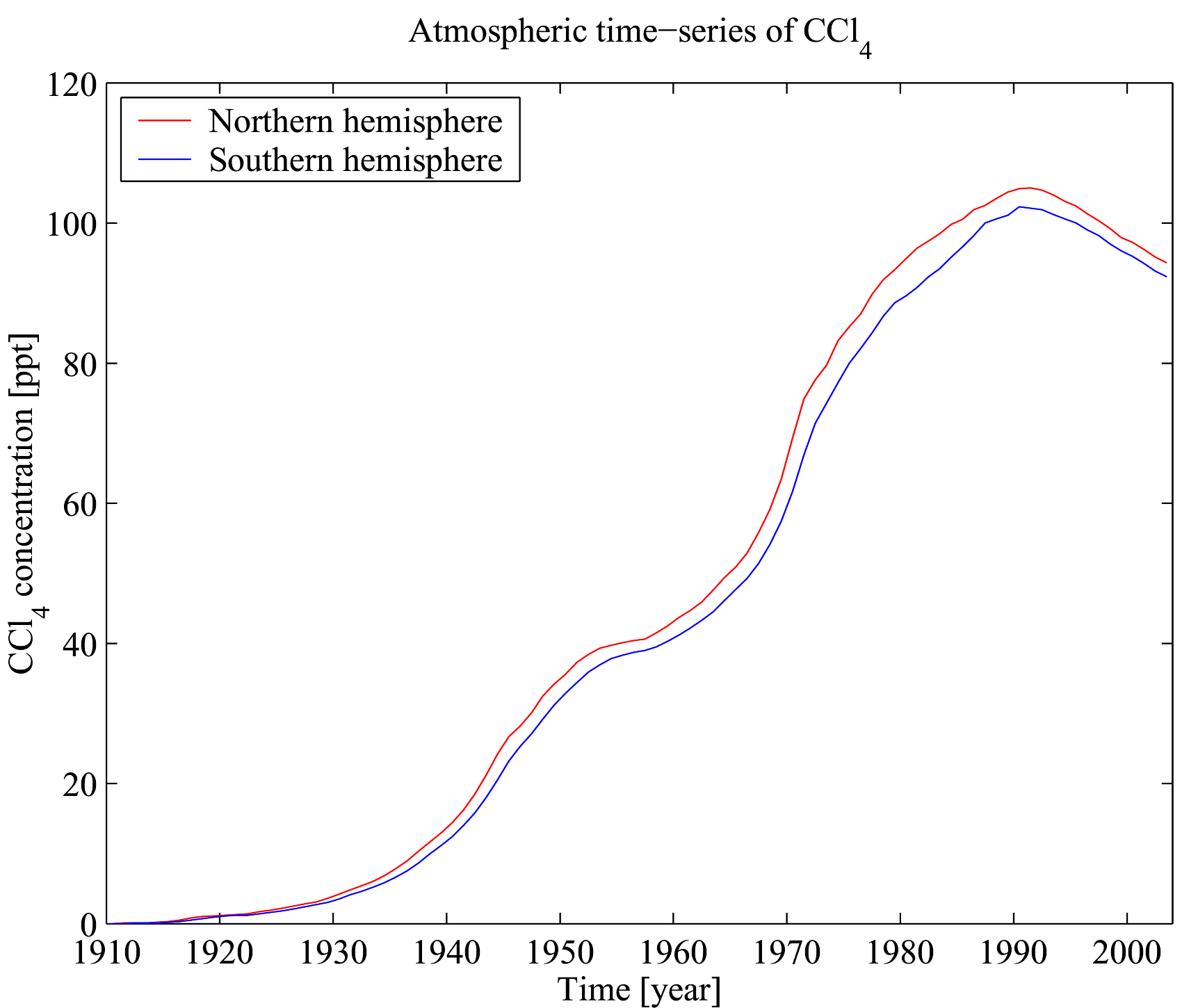
Increment de la concentració atmosfèrica del tetraclorur de carboni durant el segle XX i posterior reducció després del protocol de Montreal

El tetraclour de carboni alliberat a l'atmosfera puja fins a l'estratosfera on queda exposat a la radiació ultraviolada que romp els enllaços {\displaystyle {\ce {C-Cl}}} donant lloc a radicals lliures altament reactius que ataquen la molècula d'ozó, {\displaystyle {\ce {O3}}}, destruint-la. El fet de tenir quatre d'aquest enllaços, i que siguin fàcilment trencables, fa que tengui un elevat potencial de reducció de l'ozó, xifrat en 0,82 (el triclorofluorometà o CFC-11 i el diclorodifluorometà o CFC-12 tenen assignat un valor d'1,0).
{\displaystyle {\ce {CCl4\;->[{\mathit {h\nu }}]\;CCl3^{\bullet }\;+\;Cl^{\bullet }}}}
Les emissions cap a l'atmosfera de {\displaystyle {\ce {CCl4}}} el 1980 eren d'uns 145 Gg/any (145×10⁹ g/any, 145 000 tones/any) i amb la prohibició de la seva producció industrial s'anaren reduït progressivament i el 2010 només eren de 60 Gg/any. El 2014 la seva concentració mitjana a l'atmosfera era de 85 ppt (85 ng/kg), amb una disminució d'1,1 ppt/any. En l'atmosfera presenta una vida mitjana de 44 anys, en els oceans de 81 anys i en el sol de 195 anys. Un estudi de la NASA del 2014 observà que el {\displaystyle {\ce {CCl4}}} persistia en l'atmosfera en una concentració més elevada que les prediccions fetes pels experts que era d'una reducció anual del 4 %, mentre que l'observada només és de l'1 %. Aquest fet podria indicar que, malgrat la prohibició feta pel Protocol de Montreal, se segueixi produint o hi hagi alliberaments incontrolats.
Per una altra banda el tetraclorur de carboni atmosfèric també és un gas amb efecte d'hivernacle. Malgrat la seva concentració en l'atmosfera (85 ppt o 0,000 085 ppm) és molt inferior a la del diòxid de carboni, {\displaystyle {\ce {CO2}}}, (superior a 400 ppm) té una capacitat per a produir efecte hivernacle entre 1300 i 1400 vegades superior a la del {\displaystyle {\ce {CO2}}}.